# Ghana en los Juegos Olímpicos de Pyeongchang 2018
Ghana estuvo representada en los Juegos Olímpicos de Pyeongchang 2018 por  deportistas que compitieron en  deportes. Responsable del equipo olímpico fue el Comité Olímpico de Ghana, así como las federaciones deportivas nacionales de cada deporte con participación.
El portador de la bandera en la ceremonia de apertura fue el deportista de skeleton Akwasi Frimpong. El equipo olímpico ghanés no obtuvo ninguna medalla en estos Juegos.